# Niziny (powiat jędrzejowski)
Niziny – wieś sołecka w Polsce położona w województwie świętokrzyskim, w powiecie jędrzejowskim, w gminie Sobków. Ma statussołectwa.
W latach 1975–1998 miejscowość należała administracyjnie do województwa kieleckiego.

## Historia
W wieku XIX Niziny to folwark w dobrach Korytnica
Według spisu powszechnego z roku 1921 wieś Niziny liczyła 131 mieszkańców w 23 domach.